# 摇一摇广告
摇一摇广告是一种通过获取设备运动传感器数据，判断到用户手機晃动即触发转跳的应用程序启动广告（开屏广告）或應用程式內廣告，是互动广告种类之一。此類廣告於2021年開始出現于中国大陆的手机软件中，此後此類廣告與中國大陸越來越普遍，並因过于容易誤觸等问题受到争议。

## 历史

### 产生
2021年前中国的应用程序启动广告就出现了弹窗信息标识难以看见、关闭按钮极小、伪装页面、诱导点击等问题，2021年7月，中国工业和信息化部启动互联网行业专项整治行动，其中包括整治应用程序启动弹窗欺骗误导用户、强制提供个性化服务（包括弹窗整屏为跳转链接、定向推送时提供虚假关闭按钮等）等侵害用户权益的行为，使很多平台的广告规范不少，但此时部分平台为求启动广告之利益，新创了摇一摇广告，视用户“摇一摇”为其同意查看广告而规避整治；是年年底“双十一”“双十二”期间，部分应用程序上线了摇一摇广告，其推送虽然有随机性，不是每个人或每次打开软件时都会出现，但因触发过于灵敏，而一度引发众多投诉。
随后江苏省消费者权益保护委员会点名批评部分设置摇一摇广告的企业，此后百度、番茄小说、喜马拉雅和华为音乐等应用程序运营方对此做出整改承诺，包括允许用户永久关闭摇一摇形式的广告等；2022年1月，中国工信部回应此事称将继续加强监督。是年7月，中国江苏网新江苏平台对中国大陆市面上常用的16款软件的启动摇一摇广告进行测试，发现上述和其他部分应用程序已经允许用户自主屏蔽摇一摇广告，但设置步骤繁琐，需要用户进行4至6步操作才可关闭，甚至有软件在用户选择关闭后选项又被自动打开，仍会推送摇一摇广告，亦有部分软件没有配置屏蔽选项或需要开通增值服务才可屏蔽。

### 规范
摇一摇广告现逐渐发展为中国大陆手机软件的一种普遍现象，为解决问题，中国工信部指导中国信息通信研究院、电终端产业协会并联合多家企业制定了《APP用户权益保护测评规范第7部分：欺骗误导强迫行为》（T/TAF078.7-2022）协会标准，并于2022年11月25日由电信终端产业协会正式发布实施，该标准规定用户至少要以15米每二次方秒的加速度、35度的转角持续摇动设备3秒以上才能触发摇一摇广告的转跳，旨在避免软件因用户走路、乘车颠簸、拿放手机等轻微晃动而转跳广告；次年2月末，中国工信部亦发通知，要求软件不得以高灵敏度“摇一摇”等易造成误触发的方式诱导用户转跳广告。
2023年11月14日，有消息称苹果公司已通知中国大陆多家主要应用程序开发商，要求它们移除陀螺仪权限，即禁止摇一摇跳转广告。不过未有应用程序开发商明确表示收到苹果通知，苹果也未给出回复。

## 争议与评价
摇一摇广告的争议主要有三：一是过于容易触发，可能眨一下眼睛或晃动一下身体即可能会转跳，有消费者调侃此称“以前打开APP不敢乱点，现在打开APP不敢乱动”；二是广告性太强，摇一摇转跳后除自动进入广告详情页面外，还可能打开广告相关的软件，或进入其下载页面；三是不易关闭，不少软件甚至不提供关闭选项。
对此，《江南时报》采访的多家企业表示，使用“摇一摇”等新型交互模式是互联网广告的形式创新，希望给用户新的体验与玩法。而点名广告企业的江苏省消保委认为此举是变相强迫消费者观看广告的行为，涉嫌侵犯消费者自主选择权，其2021年曾在微信公众号上发起《APP开屏广告“摇一摇”，你怎么看？》投票，结果显示91%的消费者曾经遇到过摇一摇等类似的广告，92%的消费者对此表示厌恶，《广州日报》评论称此举“投机取巧”“绝非创新”，人民网、《江南时报》等还指出摇一摇广告需要获取设备运动传感器数据，其可能未经用户授权而侵犯用户隐私。此外，2021年11月26日中国国家市场监督管理总局公布《互联网广告管理办法（公开征求意见稿）》，其第九条为“不得以欺骗、误导方式诱使用户点击广告”，新华社在采访时业内人士认为此规定可能会被打擦边球（“摇”不算“点击”），希望对摇一摇广告做出明确的限制。
2023年，武汉大学法学院学生张馨月因不满美图秀秀被迫触发摇一摇开屏广告，遂将厦门鸿天创视科技有限公司起诉至法院。4月23日，法院判令鸿天创视在7日内赔付张馨月数据流量损失费1元。